# Ministério do Planeamento
O Ministério do Planeamento foi um departamento do Governo de Portugal, responsável pela política executiva na áreas do desenvolvimento regional e da estatística. 
O ministério foi criado em 2000, assumindo parte das responsabilidades que estavam atribuídas ao, então extinto, Ministério do Equipamento, do Planeamento e da Administração do Território. Foi extinto em 2002. Nesse âmbito tutelava as comissões de coordenação das regiões, o Instituto Nacional de Estatística e o Projecto Hidrográfico do Alqueva.
Este ministério voltou a ser instituído em 2019 no XXI Governo Constitucional, e depois extinto em 2022. O último ministro foi Nelson de Souza.
A maioria das funções do antigo Ministério do Planeamento concentravam-se, até recentemente, no Ministério do Ambiente, Ordenamento do Território e da Energia, e a área da estatística na Presidência do Conselho de Ministros.